# 美利曲辛
美利曲辛（商品名Melixeran、Trausabun），分子式C21H25N，是一种三环类抗抑郁药（TCA），用于治疗重性抑鬱疾患和焦慮。